# 瓦尔特·佩里奇

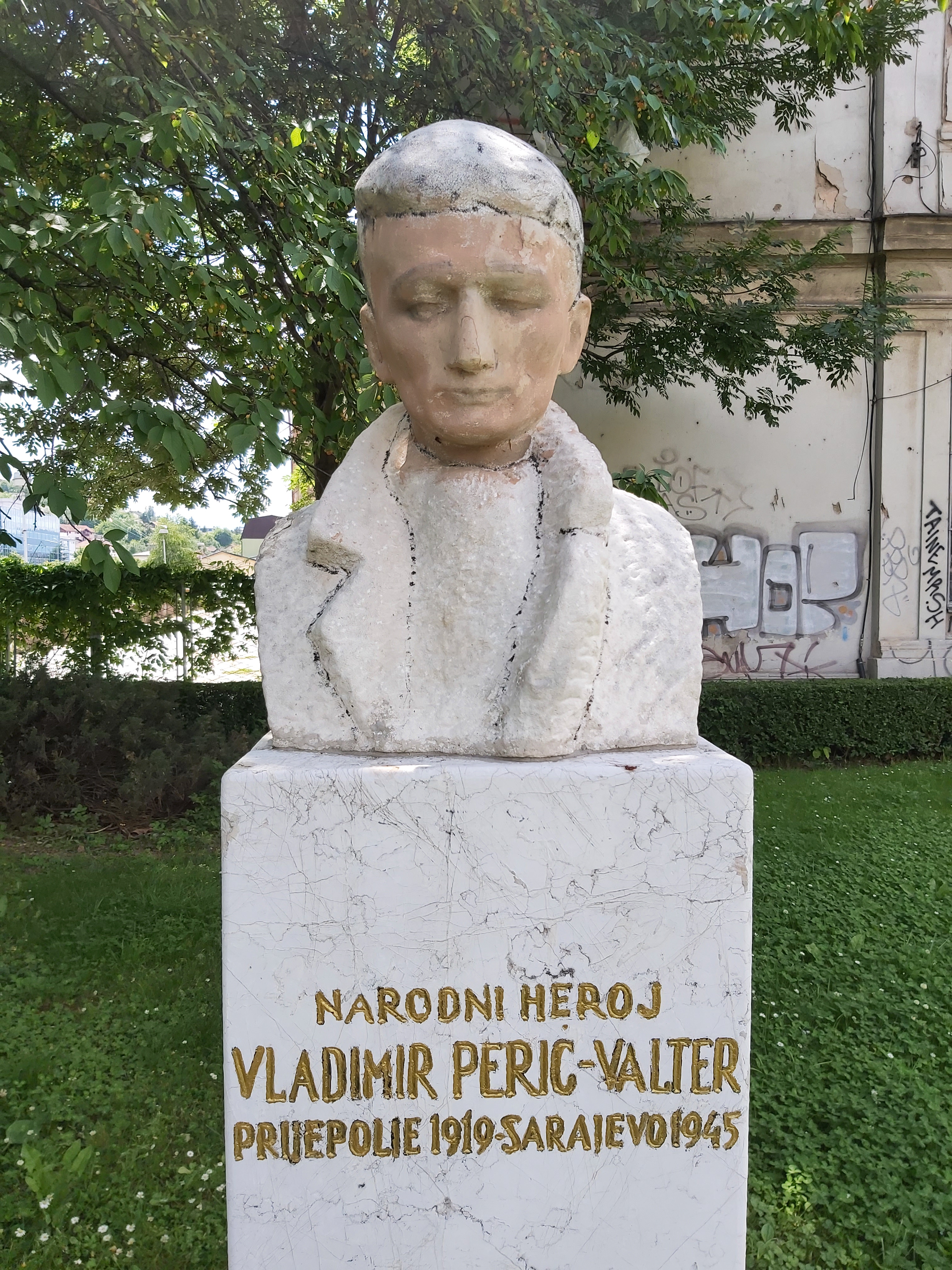
瓦尔特·佩里奇, 薩拉熱窩

瓦尔特·佩里奇（1919年—1945年4月6日）是一个塞尔维亚人，生于塞尔维亚，第二次世界大战期间萨拉热窝（今属波黑）的抵抗运动领导人。他有经济学学位，在1940年之前他在萨拉热窝的一家银行工作。在此期间加入了共产党，一直到1942年从事地下工作。1942年转移到解放区，作了营长。1943年奉命潜回萨拉热窝领导游击队。1945年4月6日在解放萨拉热窝的战斗中被迫击炮击中牺牲，从此成了萨拉热窝的象征。
前南斯拉夫曾以他为原型拍摄了电影《瓦尔特保卫萨拉热窝》。

## 伸延閱讀

### 書籍
- Donia, Robert J. . Ann Arbor, Michigan: University of Michigan Press. 2006  [2023-02-14]. ISBN 978-0-472-11557-0. （原始内容存档于2023-01-14）.
- Greble, Emily. . Ithaca, New York: Cornell University Press. 2011. ISBN 978-0-8014-6121-7.
- Hoare, Marko Attila. . London: Saqi. 2007. ISBN 978-0-86356-953-1.
- Ramet, Sabrina P. . Bloomington, Indiana: Indiana University Press. 2006  [2023-02-14]. ISBN 978-0-253-34656-8. （原始内容存档于2023-01-12）.
- Tomasevich, Jozo. . Stanford, California: Stanford University Press. 2001  [2023-02-14]. ISBN 978-0-8047-3615-2. （原始内容存档于2023-01-12）.

### 網頁
- Duvnjak, Elma. . Nezavisne novine. 14 March 2009  [2023-02-14]. （原始内容存档于2013-10-05） （塞尔维亚语）.